# Glenrock (Wyoming)
Glenrock város az USA Wyoming államában, Converse megyében. Lakosainak száma 2420 fő (2020. április 1.).

## Népesség
A település népességének változása:

| 2010 | 2 576 |
| 2020 | 2 420 |